# Oliver Bierhoff
Oliver Bierhoff (Karlsruhe, 1 mei 1968) is een Duits voormalig voetballer.

## Clubcarrière
Bierhoff begon zijn carrière in 1986 bij Bayer Uerdingen, maar al snel vertrok hij naar Hamburger SV. Daar speelde hij maar weinig, waarna hij naar Borussia Mönchengladbach vertrok, maar ook daar zat hij voornamelijk op de bank. Toen hij in 1990 naar Austria Salzburg ging, kwam hij meer aan spelen toe.
Hij speelde één seizoen in Salzburg en scoorde in 32 duels 23 keer, waarna hij naar Ascoli ging. Hij speelde daar 117 duels, waarin hij 48 keer scoorde. In 1996 maakte hij de overstap naar Udinese, waar hij topscorer werd van de Serie A. In dat ene seizoen scoorde hij 27 maal en werd hij vanwege zijn prestaties verkozen tot Duits voetballer van het jaar.
Het was tijd voor een overstap naar een grote club en AC Milan diende zich aan. In dienst van de Milanezen behaalde hij direct de landstitel. Na drie seizoenen verliet hij de club en speelde hij tijdelijk op huurbasis voor AS Monaco. Uiteindelijk sloot hij zijn carrière af op 35-jarige leeftijd bij Chievo Verona. In totaal scoorde hij gedurende zijn clubcarrière 185 doelpunten in 485 duels.

## Interlandcarrière
Zonder twijfel het meest bekende en meest belangrijke doelpunt van Oliver Bierhoff is de goal die hij maakte tijdens de finale van het EK 1996. Hij kwam in het veld als pinchhitter en was uiteindelijk in de verlenging de eerste speler die een EK-eindronde besliste door middel van een golden goal.
Later speelde Bierhoff nog mee op het EK 2000 en op de WK's 1998 en 2002. Hij kwam in totaal op 70 interlands en 37 doelpunten voor "Die Mannschaft"
| Interlands van Oliver Bierhoff voor Duitsland | Interlands van Oliver Bierhoff voor Duitsland | Interlands van Oliver Bierhoff voor Duitsland | Interlands van Oliver Bierhoff voor Duitsland | Interlands van Oliver Bierhoff voor Duitsland | Interlands van Oliver Bierhoff voor Duitsland | Interlands van Oliver Bierhoff voor Duitsland |
| №                                             | Datum                                         | Plaats                                        | Wedstrijd                                     | Uitslag                                       | Competitie                                    | Goals                                         |
| Als speler van Udinese Calcio                 | Als speler van Udinese Calcio                 | Als speler van Udinese Calcio                 | Als speler van Udinese Calcio                 | Als speler van Udinese Calcio                 | Als speler van Udinese Calcio                 | Als speler van Udinese Calcio                 |
| --------------------------------------------- | --------------------------------------------- | --------------------------------------------- | --------------------------------------------- | --------------------------------------------- | --------------------------------------------- | --------------------------------------------- |
| 1                                             | 21 februari 1996                              | Porto                                         | Portugal – Duitsland                          | 1 – 2                                         | Oefeninterland                                |                                               |
| 2                                             | 27 maart 1996                                 | München                                       | Duitsland – Denemarken                        | 2 – 0                                         | Oefeninterland                                | Goal · Goal                                   |
| 3                                             | 24 april 1996                                 | Rotterdam                                     | Nederland – Duitsland                         | 0 – 1                                         | Oefeninterland                                |                                               |
| 4                                             | 29 mei 1996                                   | Belfast                                       | Noord-Ierland – Duitsland                     | 1 – 1                                         | Oefeninterland                                |                                               |
| 5                                             | 4 juni 1996                                   | Mannheim                                      | Duitsland – Liechtenstein                     | 9 – 1                                         | Oefeninterland                                | Goal                                          |
| 6                                             | 9 juni 1996                                   | Manchester                                    | Tsjechië – Duitsland                          | 0 – 2                                         | EK-eindronde                                  |                                               |
| 7                                             | 16 juni 1996                                  | Manchester                                    | Duitsland – Rusland                           | 3 – 0                                         | EK-eindronde                                  |                                               |
| 8                                             | 30 juni 1996                                  | London                                        | Tsjechië – Duitsland                          | 1 – 2                                         | EK-eindronde                                  | Goal · Goal                                   |
| 9                                             | 4 september 1996                              | Zabrze                                        | Polen – Duitsland                             | 0 – 2                                         | Oefeninterland                                | Goal                                          |
| 10                                            | 9 oktober 1996                                | Yerevan                                       | Armenië – Duitsland                           | 1 – 5                                         | WK-kwalificatie                               |                                               |
| 11                                            | 9 november 1996                               | Nuremburg                                     | Duitsland – Noord-Ierland                     | 1 – 1                                         | WK-kwalificatie                               |                                               |
| 12                                            | 2 april 1997                                  | Granada                                       | Albanië – Duitsland                           | 2 – 3                                         | WK-kwalificatie                               |                                               |
| 13                                            | 30 april 1997                                 | Bremen                                        | Duitsland – Oekraïne                          | 2 – 0                                         | WK-kwalificatie                               | Goal                                          |
| 14                                            | 7 juni 1997                                   | Kyiv                                          | Oekraïne – Duitsland                          | 0 – 0                                         | WK-kwalificatie                               |                                               |
| 15                                            | 20 augustus 1997                              | Belfast                                       | Noord-Ierland – Duitsland                     | 1 – 3                                         | WK-kwalificatie                               | Goal · Goal · Goal                            |
| 16                                            | 6 september 1997                              | Berlijn                                       | Duitsland – Portugal                          | 1 – 1                                         | WK-kwalificatie                               |                                               |
| 17                                            | 10 september 1997                             | Dortmund                                      | Duitsland – Armenië                           | 4 – 0                                         | WK-kwalificatie                               |                                               |
| 18                                            | 11 oktober 1997                               | Hannover                                      | Duitsland – Albanië                           | 4 – 3                                         | WK-kwalificatie                               | Goal · Goal                                   |
| 19                                            | 15 november 1997                              | Dusseldorf                                    | Duitsland – Zuid-Afrika                       | 3 – 0                                         | Oefeninterland                                | Goal                                          |
| 20                                            | 18 februari 1998                              | Muscat                                        | Oman – Duitsland                              | 0 – 2                                         | Oefeninterland                                |                                               |
| 21                                            | 22 februari 1998                              | Riyadh                                        | Saoedi-Arabië – Duitsland                     | 0 – 3                                         | Oefeninterland                                |                                               |
| 22                                            | 25 maart 1998                                 | Stuttgart                                     | Duitsland – Brazilië                          | 1 – 2                                         | Oefeninterland                                |                                               |
| 23                                            | 22 april 1998                                 | Keulen                                        | Duitsland – Nigeria                           | 1 – 0                                         | Oefeninterland                                |                                               |
| 24                                            | 27 mei 1998                                   | Helsinki                                      | Finland – Duitsland                           | 0 – 0                                         | Oefeninterland                                |                                               |
| 25                                            | 30 mei 1998                                   | Frankfurt                                     | Duitsland – Colombia                          | 3 – 1                                         | Oefeninterland                                | Goal · Goal                                   |
| 26                                            | 5 juni 1998                                   | Mannheim                                      | Duitsland – Luxemburg                         | 7 – 0                                         | Oefeninterland                                | Goal · Goal                                   |
| 27                                            | 15 juni 1998                                  | Parijs                                        | Verenigde Staten – Duitsland                  | 0 – 2                                         | WK-eindronde                                  |                                               |
| 28                                            | 21 juni 1998                                  | Lens                                          | Duitsland – Joegoslavië                       | 2 – 2                                         | WK-eindronde                                  | Goal                                          |
| 29                                            | 25 juni 1998                                  | Montpellier                                   | Iran – Duitsland                              | 0 – 2                                         | WK-eindronde                                  | Goal                                          |
| 30                                            | 29 juni 1998                                  | Montpellier                                   | Duitsland – Mexico                            | 2 – 1                                         | WK-eindronde                                  | Goal                                          |
| 31                                            | 4 juli 1998                                   | Lyon                                          | Kroatië – Duitsland                           | 3 – 0                                         | WK-eindronde                                  |                                               |
| Als speler van AC Milan                       |                                               |                                               |                                               |                                               |                                               |                                               |
| 32                                            | 2 september 1998                              | Attard                                        | Malta – Duitsland                             | 1 – 2                                         | Oefeninterland                                |                                               |
| 33                                            | 5 september 1998                              | Attard                                        | Duitsland – Roemenië                          | 1 – 1                                         | Oefeninterland                                |                                               |
| 34                                            | 10 oktober 1998                               | Bursa                                         | Turkije – Duitsland                           | 1 – 0                                         | EK-kwalificatie                               |                                               |
| 35                                            | 14 oktober 1998                               | Chișinău                                      | Moldavië – Duitsland                          | 1 – 3                                         | EK-kwalificatie                               | Goal                                          |
| 36                                            | 18 november 1998                              | Gelsenkirchen                                 | Duitsland – Nederland                         | 1 – 1                                         | Oefeninterland                                |                                               |
| 37                                            | 27 maart 1999                                 | Belfast                                       | Noord-Ierland – Duitsland                     | 0 – 3                                         | EK-kwalificatie                               |                                               |
| 38                                            | 31 maart 1999                                 | Nuremburg                                     | Duitsland – Finland                           | 2 – 0                                         | EK-kwalificatie                               |                                               |
| 39                                            | 28 april 1999                                 | Bremen                                        | Duitsland – Schotland                         | 0 – 1                                         | Oefeninterland                                |                                               |
| 40                                            | 4 juni 1999                                   | Leverkusen                                    | Duitsland – Moldavië                          | 6 – 1                                         | EK-kwalificatie                               | Goal · Goal · Goal                            |
| 41                                            | 4 september 1999                              | Helsinki                                      | Finland – Duitsland                           | 1 – 2                                         | EK-kwalificatie                               | Goal · Goal                                   |
| 42                                            | 8 september 1999                              | Dortmund                                      | Duitsland – Noord-Ierland                     | 4 – 0                                         | EK-kwalificatie                               | Goal                                          |
| 43                                            | 9 oktober 1999                                | München                                       | Duitsland – Turkije                           | 0 – 0                                         | EK-kwalificatie                               |                                               |
| 44                                            | 14 november 1999                              | Oslo                                          | Noorwegen – Duitsland                         | 0 – 1                                         | Oefeninterland                                |                                               |
| 45                                            | 23 februari 2000                              | Amsterdam                                     | Nederland – Duitsland                         | 2 – 1                                         | Oefeninterland                                |                                               |
| 46                                            | 29 maart 2000                                 | Zagreb                                        | Kroatië – Duitsland                           | 1 – 1                                         | Oefeninterland                                |                                               |
| 47                                            | 26 april 2000                                 | Kaiserslautern                                | Duitsland – Zwitserland                       | 1 – 1                                         | Oefeninterland                                |                                               |
| 48                                            | 3 juni 2000                                   | Nuremburg                                     | Duitsland – Tsjechië                          | 3 – 2                                         | Oefeninterland                                | Goal · Goal                                   |
| 49                                            | 7 juni 2000                                   | Freiburg                                      | Duitsland – Liechtenstein                     | 8 – 2                                         | Oefeninterland                                | Goal                                          |
| 50                                            | 12 juni 2000                                  | Luik                                          | Duitsland – Roemenië                          | 1 – 1                                         | EK-eindronde                                  |                                               |
| 51                                            | 7 oktober 2000                                | London                                        | Engeland – Duitsland                          | 0 – 1                                         | WK-kwalificatie                               |                                               |
| 52                                            | 15 november 2000                              | Kopenhagen                                    | Denemarken – Duitsland                        | 2 – 1                                         | Oefeninterland                                |                                               |
| 53                                            | 27 februari 2001                              | Saint-Denis                                   | Frankrijk – Duitsland                         | 1 – 0                                         | Oefeninterland                                |                                               |
| 54                                            | 24 maart 2001                                 | Leverkusen                                    | Duitsland – Albanië                           | 2 – 1                                         | WK-kwalificatie                               |                                               |
| 55                                            | 29 mei 2001                                   | Bremen                                        | Duitsland – Slowakije                         | 2 – 0                                         | Oefeninterland                                |                                               |
| 56                                            | 2 juni 2001                                   | Helsinki                                      | Finland – Duitsland                           | 2 – 2                                         | WK-kwalificatie                               |                                               |
| 57                                            | 15 augustus 2001                              | Boedapest                                     | Hongarije – Duitsland                         | 2 – 5                                         | Oefeninterland                                | Goal                                          |
| Als speler van AS Monaco                      |                                               |                                               |                                               |                                               |                                               |                                               |
| 58                                            | 6 oktober 2001                                | Gelsenkirchen                                 | Duitsland – Finland                           | 0 – 0                                         | WK-kwalificatie                               |                                               |
| 59                                            | 14 november 2001                              | Dortmund                                      | Duitsland – Oekraïne                          | 4 – 1                                         | WK-kwalificatie                               |                                               |
| 60                                            | 13 februari 2002                              | Kaiserslautern                                | Duitsland – Israël                            | 7 – 1                                         | Oefeninterland                                | Goal                                          |
| 61                                            | 27 maart 2002                                 | Rostock                                       | Duitsland – Verenigde Staten                  | 4 – 2                                         | Oefeninterland                                | Goal                                          |
| 62                                            | 17 april 2002                                 | Stuttgart                                     | Duitsland – Argentinië                        | 0 – 1                                         | Oefeninterland                                |                                               |
| 63                                            | 9 mei 2002                                    | Freiburg                                      | Duitsland – Koeweit                           | 7 – 0                                         | Oefeninterland                                | Goal · Goal · Goal                            |
| 64                                            | 14 mei 2002                                   | Cardiff                                       | Wales – Duitsland                             | 1 – 0                                         | Oefeninterland                                |                                               |
| 65                                            | 18 mei 2002                                   | Leverkusen                                    | Duitsland – Oostenrijk                        | 6 – 2                                         | Oefeninterland                                |                                               |
| 66                                            | 1 juni 2002                                   | Sapporo                                       | Saoedi-Arabië – Duitsland                     | 0 – 8                                         | WK-eindronde                                  | Goal                                          |
| 67                                            | 5 juni 2002                                   | Kashima                                       | Duitsland – Ierland                           | 1 – 1                                         | WK-eindronde                                  |                                               |
| 68                                            | 21 juni 2002                                  | Ulsan                                         | Verenigde Staten – Duitsland                  | 0 – 1                                         | WK-eindronde                                  |                                               |
| 69                                            | 25 juni 2002                                  | Seoul                                         | Zuid-Korea – Duitsland                        | 0 – 1                                         | WK-eindronde                                  |                                               |
| 70                                            | 30 juni 2002                                  | Yokohama                                      | Brazilië – Duitsland                          | 2 – 0                                         | WK-eindronde                                  |                                               |

## Na de carrière als speler
Aan het einde van zijn carrière als voetballer werkte Bierhoff als expert voor de Duitse televisiezender Sat.1 bij de wedstrijden van de UEFA Champions League, voordat hij in de zomer van 2004, na de inhuldiging van Jürgen Klinsmann als nieuwe bondscoach van de Duitse nationale ploeg, werd benoemd tot Team Manager. In zijn tijd als manager werd het Duitse nationale team tweede op het Europees kampioenschap in 2008 en derde op het wereldkampioenschap in 2006 en 2010. In 2014 werd Duitsland wereldkampioen op het wereldkampioenschap in Brazilië. Als regerend wereldkampioen nam het Duitse nationale team deel aan de FIFA Confederations Cup 2017 in Rusland, die Bierhoff en het Duitse nationale team ook wonnen.
Op 1 januari 2018 werd Oliver Bierhoff benoemd tot Technisch Directeur van de Duitse Voetbalbond (in Duits Direktor Nationalmannschaft und Akademie) als onderdeel van een structurele hervorming. Tijdens zijn periode als technisch directeur werd de Duitse nationale ploeg na de groepsfase uitgeschakeld op het WK 2018 in Rusland en in 2021 werden de Duitsers bij de laatste 16 uitgeschakeld op het EK (0-2 tegen Engeland). Sinds 2022 was Oliver Bierhoff vervolgens algemeen directeur van de Duitse nationale ploeg (Geschäftsführer Nationalmannschaften und Akademie). Op het WK 2022 in Qatar werd de Duitse nationale ploeg na de groepsfase opnieuw uitgeschakeld. Hij beëindigde daarop zijn contract en verliet de Duitse voetbalbond.

## Erelijst
Met AC Milan:
- Serie A: 1999

Met Duitsland:
- Europees kampioen: 1996

Individueel:
- Topcorer Serie B: 1993
- Topcorer Serie A: 1998
- Duits voetballer van het jaar: 1998

## Wereldelftal
Oliver Bierhoff speelde op 16 december 1998 mee in het FIFA-wereldelftal, dat ter gelegenheid van het honderdjarige bestaan van de Federazione Italiana Giuoco Calcio aantrad tegen Italië en in het Olympisch Stadion met 6-2 verloor. Gabriel Batistuta en George Weah scoorden voor het gelegenheidsteam. Bierhoff viel in de rust in voor Rui Costa.